# Омониго Темиле
Омониго Темиле е нигерийски футболист. Играе като десен полузащитник или крило. Има 6 мача и 2 гола за юношеския национален отбор на Нигерия,
Най-добър чужденец в А група за сезон 2003/04. Играл за „Черно море“, „Левски“, „Криля Советов“, „Черноморец“ Бургас и „Ботев“ Пловдив.